# 몰리 브라운 (영화)
몰리 브라운(The Unsinkable Molly Brown)은 미국에서 제작된 찰스 월터스 감독의 1964년 영화이다. 데비 레이놀즈 등이 주연으로 출연하였고 로렌스 웨인가튼 등이 제작에 참여하였다.

## 출연

### 주연
- 데비 레이놀즈
- 하브 프레스넬

### 조연
- 에드 베글리
- 잭 크러쉔
- 헤르미온 배들리
- 바실리 램브리노스

## 제작진
- 원작자: 리처드 모리스
- 협력프로듀서: 로저 에덴스
- 의상: 모튼 핵